# Vince Bellissimo
Vincent Bellissimo (Toronto, 14 dicembre 1982) è un ex hockeista su ghiaccio canadese, di ruolo attaccante.

## Carriera
Vince Bellissimo, fratello di Daniel Bellissimo, iniziò la sua carriera nel 2001 con i Topeka Scarecrows in USHL. Dopo alcune stagioni in America trascorse presso formazioni dell'AHL e della ECHL approdò nel 2007 in Europa nella DEL con l'ERC Ingolstadt. Dopo due brevi esperienze in Finlandia e in Austria nel 2009 fece ritorno a Ingolstadt. Nel corso della stagione 2009-10 arrivò in Italia chiamato a vestire la maglia dell'Hockey Club Asiago dove giocava già il fratello Daniel. Dopo aver vinto il titolo con l'Asiago, per motivi familiari l'anno seguente decise di tornare in Nordamerica presso i Las Vegas Wranglers.

## Palmarès

### Club
- Campionato italiano: 1

Asiago: 2009-2010